# Lindsay Taylor
Lindsay Taylor, née le 20 mai 1981 à Poway, Californie, est une joueuse américaine de basket-ball. Elle mesure 2,03 m.

## Biographie
Elle tient sa grande taille notamment de son père (2,11 m). En WNBA, seules Katie Feenstra, Zheng Haixia et Maria Stepanova ont la même taille et seule Małgorzata Dydek (2,18 m) la surpasse.
Lors de la Draft WNBA 2004, elle est choisie au second tour (26e choix) par les Comets de Houston, qui la transfèrent aux Phoenix Mercury, où elle joue avec Diana Taurasi. Elle ne dispute que cinq rencontres dont 18 minutes contre les Sacramento Monarchs le 27 juin pour 3 points, 2 rebonds et quatre contres. Elle n'est pas conservée la saison suivante. Les Seattle Storm la signent le 13 avril 2006, mais ne la conservent pas. En 2008, elle ne passe que quelques semaines aux Washington Mystics.
Sa carrière à l'étranger a été plus réussie, que ce soit en Pologne, en Women's Korea Basketball League en Corée, en Turquie ou en France.
Avec Nantes, elle obtient 14,7 points additionnés de 7,5 rebonds et 1,3 contre, amenant l'équipe à la cinquième place du championnat français 2009-2010.
Avec l'équipe nationale américaine, elle remporte la médaille d'argent aux Jeux panaméricains de 2003.
En mars 2011, elle revient à Nantes-Rezé en LFB après la fin du championnat chinois et à la suite de la blessure de l'intérieure croate Sonja Kireta. Elle remporte en 2011 pour la seconde fois consécutive le Challenge Round.
En 2014-2015, elle joue avec le club sud-coréen de KDB Life Winnus.

## Équipes hors WNBA
| Saison    | Équipe                                  | Pays                                        |
| 2005–2006 | Botasspor Adana                         | Drapeau de la Turquie                       |
| 2006      | WKBL, Shinsegae Cool Cats               | Drapeau de la Corée du Sud                  |
| 2006–2007 | Basket Lattes Montpellier Agglomération | Drapeau de la France                        |
| 2007      | Botasspor Adana                         | Drapeau de la Turquie                       |
| 2007–2008 | Energa Katarzynki Toruń                 | Drapeau de la Pologne                       |
| 2008–2009 | AZS PWSZ Sowood Gorzów Wielkopolski     | Drapeau de la Pologne                       |
| 2009–2010 | Nantes-Rezé                             | Drapeau de la France                        |
| 2010-2013 | Yunnan Qujing                           | Drapeau de la République populaire de Chine |
| 2011-2011 | Nantes-Rezé                             | Drapeau de la France                        |
| 2014-2015 | KDB Life Winnus                         | Drapeau de la Corée du Sud                  |